# Kapitalmaßnahme
Eine Kapitalmaßnahme (englisch Corporate Action) umfasst bei Kapitalgesellschaften alle Maßnahmen, welche die Ausstattung mit Eigen- oder Fremdkapital und somit die Kapitalstruktur betreffen.

## Allgemeines
Während die Betriebswirtschaftslehre unter Kapitalmaßnahmen sowohl Eigen- als auch Fremdfinanzierung versteht, beschränkt die aktienrechtliche Fachliteratur den Begriffsinhalt auf Eigenkapital. Handelsrechtlich liegen Finanzierungsvorgänge bei Kapitalgesellschaften zugrunde. Aus steuerlicher Sicht sind Kapitalmaßnahmen Veränderungen in der Vermögens- oder Ertragsstruktur einer privaten Kapitalanlage, die nicht auf einer autonomen Entscheidung des Privatanlegers beruhen, sondern zumindest mittelbar durch die Entscheidung eines Emittenten beeinflusst wird und Auswirkungen auf die steuerliche Situation des Anlegers haben kann.

## Aktienrecht
Unter dem Rechtsbegriff „Kapital“ versteht das Aktienrecht lediglich Eigenkapital, konkreter Grundkapital. Kapitalmaßnahmen wie die Kapitalerhöhung betreffen lediglich das Grundkapital. So beschließt nach § 119 Abs. 1 Nr. 7 AktG die Hauptversammlung einer Aktiengesellschaft über „Maßnahmen der Kapitalbeschaffung und der Kapitalherabsetzung“. Aktienrechtlich wird zwischen Kapitalerhöhungen und Kapitalherabsetzungen unterschieden, wobei nur die gesetzlich vorgesehenen Formen zulässig sind.
| Kapitalmaßnahme     | Arten                                                                                                   | Rechtsgrundlage                                              |
| ------------------- | --- | ------------------------------------------------------------ |
| Kapitalerhöhung     | reguläre Kapitalerhöhung bedingtes Kapital genehmigtes Kapital Kapitalerhöhung aus Gesellschaftsmitteln | § 182 ff. AktG §§ 193 ff. AktG § 202 ff. AktG § 207 ff. AktG |
| Kapitalherabsetzung | ordentliche Kapitalherabsetzung vereinfachte Kapitalherabsetzung Einziehung von Aktien                  | § 222 ff. AktG § 229 ff. AktG § 237 AktG                     |

Nach § 272 Abs. 1b Satz 3 HGB handelt es sich bei der Veräußerung eigener Aktien wirtschaftlich betrachtet um eine Kapitalmaßnahme, und zwar um eine Kapitalerhöhung. Kapitalherabsetzungen sollen dazu dienen, Wertminderungen auszugleichen, sonstige Verluste zu decken oder Beträge in die Kapitalrücklage einzustellen (§ 229 AktG). Ein Aktientausch erfolgt etwa im Rahmen von Spin-offs oder einer Fusion, sofern er mit einer Kapitalerhöhung verbunden ist.
Auch § 10 Abs. 1 KWG versteht unter dem Kapitalpuffer einen Teil der Eigenmittel der Kreditinstitute.

## Betriebswirtschaftslehre
Über die Kapitalmaßnahmen beim Eigenkapital hinaus befasst sich die Betriebswirtschaftslehre auch mit Kapitalmaßnahmen beim Fremdkapital. Hierzu gehören insbesondere Kreditaufnahme (Bankkredite, Lieferantenkredite, Unternehmensanleihen), Konsolidierung, Prolongation, Stundung oder Umschuldung. Im weiteren Sinne gehört auch die Tilgung zu den Kapitalmaßnahmen. Als besondere Kapitalmaßnahme wird die Gläubigerbeteiligung diskutiert, deren bedeutsamste Maßnahme des Debt Equity Swap im Tausch einer Verbindlichkeit gegen Eigenkapital besteht. Hierdurch wird der Gläubiger eines Unternehmens bei dessen Restrukturierung zu dessen Gesellschafter. 
Je nachdem, ob sich durch Kapitalmaßnahmen das Grundkapital verändert oder nicht, kann wie folgt unterschieden werden:
| Veränderung Grundkapital        | Kapitalmaßnahme                                                | Unterarten |
| ------------------------------- | -------------------------------------------------------------- | --- |
| Grundkapital erhöht sich        | Kapitalerhöhung, Zweitplatzierung                              | Kapitalerhöhung: reguläre Kapitalerhöhung, bedingtes Kapital, genehmigtes Kapital und Kapitalerhöhung aus Gesellschaftsmitteln |
| Grundkapital bleibt unverändert | Aktiensplit, Aktientausch, Aktienzusammenlegung, Umplatzierung | Aktiensplit ist eine Herabsetzung des Nennwerts, sowohl bei Stück- als auch bei Nennwertaktien möglich                         |
| Grundkapital verringert sich    | Kapitalherabsetzung („Kapitalschnitt“)                         | ordentliche Kapitalherabsetzung, vereinfachte Kapitalherabsetzung und Einziehung von Aktien                                    |

Werden neue Aktien ausgegeben, so dürfen dadurch die Ansprüche der bestehenden Aktionäre bezüglich Gewinnbeteiligung und Mitbestimmung nicht eingeschränkt werden (Verwässerungsschutz; § 186 Abs. 1 AktG). Die Emission von Wandelschuldverschreibungen und von Optionsscheinen ist eine Form des bedingten Kapitals.

## Angelsächsische Literatur
In der angelsächsischen Literatur über „Corporate Actions“ sind folgende Vorgänge ebenfalls Kapitalmaßnahmen, werden aber im deutschen Sprachgebrauch in der Praxis dem entsprechenden englischen Begriff als solche zugeordnet:
- Dividendenausschüttungen,
- Übernahmeangebot (englisch Tender Offer),
- Delisting,
- Aktienrückkauf,
- Squeeze-out,
- Emission von Genussscheinen oder
- Namensänderung.

Außerdem werden im englischen Sprachgebrauch teilweise auch Maßnahmen, die das Fremdkapital betreffen (zum Beispiel Emission von Schuldscheinen), in den Begriff der Kapitalmaßnahme mit einbezogen.